# Грабовица (Котор Варош)
Грабовица је насељено мјесто у Босни и Херцеговини, у општини Котор Варош, ентитет Република Српска. Према попису становништва из 2013. у насељу је живјело 346 становника.

## Географија
Налази се на обалама Врбање, Дубоке и Грабовичке ријеке.

## Култура
У насељу се налази парохијски храм Српске православне цркве посвећен рођењу Пресвете Богородице.

## Образовање
У Доњој Грабовици се налази Основна школа „Петар Кочић“. Школа је деветоразредна подручна школа која у школској 2022/23. години броји укупно 14 ученика. Настава од првог до деветог разреда се одвија у комбинованим одјељењима.

## Становништво
| Националност       | 1991. | 1981. | 1971. | 1961. |
| Срби               | 880   | 1.065 | 1.202 | 985   |
| Југословени        | 1     | 3     | 1     |       |
| Црногорци          |       | 1     | 6     | 2     |
| Хрвати             |       | 1     | 1     |       |
| Македонци          |       |       | 1     |       |
| Муслимани          |       |       | 1     |       |
| остали и непознато | 7     | 2     | 4     | 1     |
| Укупно             | 888   | 1.072 | 1.216 | 988   |

| Демографија- | Демографија- | Демографија- |
| Година       | Становника   | Становника   |
| ------------ | ------------ | ------------ |
| 1948.        | 1.829        |              |
| 1953.        | 0            |              |
| 1961.        | 988          |              |
| 1971.        | 1.216        |              |
| 1981.        | 1.072        |              |
| 1991.        | 888          |              |
| 2013.        | 346          |              |